# Списък с епизоди на „Бен 10“
Това е списъкът с епизоди на американския анимационен телевизионен сериал „Бен 10“ с оригиналните дати на излъчване в САЩ и България.
Сериалът е създаден от Man of Action, група, съставена от писателите Дънкан Руло, Джо Кейси, Джо Кели и Стивън Сийгъл. Поредицата е последвана от „Бен 10: Извънземна сила“.
Първият епизод на Бен 10, „And Then There Were 10“, първоначално е излъчен по „Картун Нетуърк“ на 27 декември 2005 г. като предварителен поглед към предстоящите продукции по време на блока Sneak Peek Week, излъчван заедно с други оригинални сериали на телевизията. Сериалът прави официалния си дебют на 13 януари 2006 г.

## Сезон 1: 2005-2006
| Номер | Заглавие                                                 | Първо излъчване в САЩ | Първо излъчване в България по Нова телевизия | Първо излъчване в България по Cartoon Network |
| ----- | -------------------------------------------------------- | --------------------- | -------------------------------------------- | --------------------------------------------- |
| 01    | „Те бяха 10“ (And Then There Were 10)                    | 27 декември 2005 г.   | 21 май 2008 г.                               | октомври 2009 г.                              |
| 02    | „Вашингтон, окръг Колумбия“ (Washington B.C.)            | 13 януари 2006 г.     | 21 май 2008 г.                               | октомври 2009 г.                              |
| 03    | „Кракенът“ (The Krakken)                                 | 14 януари 2006 г.     | 22 май 2008 г.                               | октомври 2009 г.                              |
| 04    | „Пенсиониране завинаги“ (Permanent Retirement)           | 21 януари 2006 г.     | 22 май 2008 г.                               | октомври 2009 г.                              |
| 05    | „Преследване“ (Hunted)                                   | 28 януари 2006 г.     | 23 май 2008 г.                               | октомври 2009 г.                              |
| 06    | „Капан за туристи“ (Tourist Trap)                        | 4 февруари 2006 г.    | 23 май 2008 г.                               | октомври 2009 г.                              |
| 07    | „Кевин 11“ (Kevin 11)                                    | 11 февруари 2006 г.   | 26 май 2008 г.                               | октомври 2009 г.                              |
| 08    | „Съюзници“ (The Alliance)                                | 18 февруари 2006 г.   | 26 май 2008 г.                               | октомври 2009 г.                              |
| 09    | „Който се смее последен, се смее най-добре“ (Last Laugh) | 25 февруари 2006 г.   | 27 май 2008 г.                               | октомври 2009 г.                              |
| 10    | „Късметлийката“ (Lucky Girl)                             | 4 март 2006 г.        | 27 май 2008 г.                               | октомври 2009 г.                              |
| 11    | „Мъничък проблем“ (A Small Problem)                      | 11 март 2006 г.       | 28 май 2008 г.                               | октомври 2009 г.                              |
| 12    | „Страничен ефект“ (Side Effects)                         | 18 март 2006 г.       | 28 май 2008 г.                               | октомври 2009 г.                              |
| 13    | „Тайни“ (Secrets)                                        | 25 март 2006 г.       | 29 май 2008 г.                               | октомври 2009 г.                              |

## Сезон 2: 2006
| Номер | Заглавие                                                       | Първо излъчване в САЩ | Първо излъчване в България по Нова телевизия | Първо излъчване в България по Cartoon Network |
| ----- | -------------------------------------------------------------- | --------------------- | -------------------------------------------- | --------------------------------------------- |
| 14    | „Истината“ (Truth)                                             | 29 май 2006 г.        | 25 август 2009 г.                            | октомври 2009 г.                              |
| 15    | „Гигантският кърлеж“ (The Big Tick)                            | 30 май 2006 г.        | 26 август 2009 г.                            | октомври 2009 г.                              |
| 16    | „Инсценировката“ (Framed)                                      | 31 май 2006 г.        | 27 август 2009 г.                            | октомври 2009 г.                              |
| 17    | „Гуен 10“ (Gwen 10)                                            | 1 юни 2006 г.         | 27 август 2009 г.                            | октомври 2009 г.                              |
| 18    | „Гладиатори по принуда“ (Grudge Match)                         | 7 юни 2006 г.         | 28 август 2009 г.                            | октомври 2009 г.                              |
| 19    | „Галактическа полиция“ (The Galactic Enforcers)                | 13 юни 2006 г.        | 28 август 2009 г.                            | октомври 2009 г.                              |
| 20    | „Лагер страх“ (Camp Fear)                                      | 21 юни 2006 г.        | 31 август 2009 г.                            | октомври 2009 г.                              |
| 21    | „Най-великото оръжие“ (Ultimate Weapon)                        | 6 юли 2006 г.         | 1 септември 2009 г.                          | октомври 2009 г.                              |
| 22    | „Лош късмет“ (Tough Luck)                                      | 12 юли 2006 г.        | 2 септември 2009 г.                          | октомври 2009 г.                              |
| 23    | „Подводните потайности“ (They Lurk Below)                      | 18 юли 2006 г.        | 3 септември 2009 г.                          | октомври 2009 г.                              |
| 24    | „Призрод всява паника“ (Ghostfreaked Out)                      | 25 юли 2006 г.        | 4 септември 2009 г.                          | октомври 2009 г.                              |
| 25    | „Доктор Анимо и мутагенния лъч“ (Dr. Animo and the Mutant Ray) | 25 август 2006 г.     | 7 септември 2009 г.                          | октомври 2009 г.                              |
| 26    | „Отмъщението“ (Back With a Vengeance)                          | 9 октомври 2006 г.    | 8 септември 2009 г.                          | октомври 2009 г.                              |

## Сезон 3: 2006-2007
Някои от епизодите от трети сезон за България са излъчени по-рано от официалните им дати.
| Номер | Заглавие                                                               | Първо излъчване в САЩ | Първо излъчване в България по Нова телевизия | Първо излъчване в България по Cartoon Network      |
| ----- | ---------------------------------------------------------------------- | --------------------- | -------------------------------------------- | -------------------------------------------------- |
| 27    | „Бен 10 000“ (Ben 10 000)                                              | 25 ноември 2006 г.    | 23 май 2010 г.                               | 26 януари 2010 г.                                  |
| 28    | „Среднощна лудост“ (Midnight Madness)                                  | 2 декември 2006 г.    | 23 май 2010 г.                               | 27 януари 2010 г.                                  |
| 29    | „Смяна на лицето“ (A Change of Face)                                   | 9 декември 2006 г.    | 29 май 2010 г.                               | 28 януари 2010 г.                                  |
| 30    | „Весела Коледа“ (Merry Christmas)                                      | 11 декември 2006 г.   | 29 май 2010 г.                               | 29 януари 2010 г.                                  |
| 31    | „Бенвълк“ (Benwolf)                                                    | 17 февруари 2007 г.   | 5 юни 2010 г.                                | 9 ноември 2009 г. Официално на 30 януари 2010 г.   |
| 32    | „Край на играта“ (Game Over)                                           | 24 февруари 2007 г.   | 5 юни 2010 г.                                | 10 ноември 2009 г. Официално на 31 януари 2010 г.  |
| 33    | „Извънземните приятели супергерои“ (Super Alien Hero Buddy Adventures) | 3 март 2007 г.        | 12 юни 2010 г.                               | 11 ноември 2009 г. Официално на 2 февруари 2010 г. |
| 34    | „Скрито-покрито“ (Under Wraps)                                         | 10 март 2007 г.       | 19 юни 2010 г.                               | 3 февруари 2010 г.                                 |
| 35    | „Изкуствените“ (The Unnaturals)                                        | 17 март 2007 г.       | 26 юни 2010 г.                               | 4 февруари 2010 г.                                 |
| 36    | „Чудовищно време“ (Monster Weather)                                    | 24 март 2007 г.       | 3 юли 2010 г.                                | 1 февруари 2010 г.                                 |
| 37    | „Завръщането“ (The Return)                                             | 7 април 2007 г.       | 10 юли 2010 г.                               | 5 февруари 2010 г.                                 |
| 38    | „Страхувай се от тъмното“ (Be Afraid of the Dark)                      | 14 април 2007 г.      | 17 юли 2010 г.                               | 6 февруари 2010 г.                                 |
| 39    | „Гостенката“ (The Visitor)                                             | 21 април 2007 г.      | 24 юли 2010 г.                               | 7 февруари 2010 г.                                 |

## Сезон 4: 2007-2008
| Номер    | Заглавие                                                                       | Първо излъчване в САЩ | Първо излъчване в България по Нова телевизия | Първо излъчване в България по Cartoon Network |
| -------- | ------------------------------------------------------------------------------ | --------------------- | -------------------------------------------- | --------------------------------------------- |
| 40       | „Прекрасен ден“ (Perfect Day)                                                  | 14 юли 2007 г.        | 31 юли 2010 г.                               | 17 март 2010 г.                               |
| 41       | „Разделени, но заедно“ (Divided We Stand)                                      | 19 юли 2007 г.        | 7 август 2010 г.                             |                                               |
| 42       | „Не пий от водата“ (Don't Drink the Water)                                     | 26 юли 2007 г.        | 21 август 2010 г.                            |                                               |
| 43       | „Голямата извънземна сватба“ (Big Fat Alien Wedding)                           | 2 август 2007 г.      | 21 август 2010 г.                            |                                               |
| 44       | „Отбивка за добра приятелка“ (Ben 4 Good Buddy)                                | 22 септември 2007 г.  | 22 август 2010 г.                            |                                               |
| 45       | „Готов за последствия“ (Ready to Rumble)                                       | 29 септември 2007 г.  | 29 август 2010 г.                            |                                               |
| 46       | „Кен Тен“ (Ken 10)                                                             | 6 октомври 2007 г.    | 4 септември 2010 г.                          |                                               |
| 47       | „Бен срещу негативните десет, първа част“ (Ben 10 vs. the Negative 10, Part 1) | 9 март 2008 г.        | 5 септември 2010 г.                          |                                               |
| 48       | „Бен срещу негативните десет, втора част“ (Ben 10 vs. the Negative 10, Part 2) | 9 март 2008 г.        | 11 септември 2010 г.                         |                                               |
| 49       | „Довиждане и приятен път“ (Goodbye and Good Riddance)                          | 15 април 2008 г.      | 11 септември 2010 г.                         |                                               |
| 50-51-52 | „Тайната на Омнитрикса“ (Ben 10: Secret of the Omnitrix)                       | 10 август 2007 г.     | 28 август 2010 г.                            |                                               |

## Кратки епизоди
| Номер | Заглавие            | Първо излъчване в САЩ | Първо излъчване в България |
| ----- | ------------------- | --------------------- | -------------------------- |
| 1     | Hijacked            | 4 февруари 2007 г.    | 1 октомври 2009 г.         |
| 2     | Snack Break         | 18 февруари 2007 г.   | 1 октомври 2009 г.         |
| 3     | Survival Skills     | 10 март 2007 г.       | 1 октомври 2009 г.         |
| 4     | Radio Dazed         | 24 март 2007 г.       | 1 октомври 2009 г.         |
| 5     | Sleepaway Camper    | 7 април 2007 г.       | 1 октомври 2009 г.         |
| 6     | Dogged Pursuit      | 21 април 2007 г.      | 1 октомври 2009 г.         |
| 7     | Let The Games Begin | 1 юли 2007 г.         | 1 октомври 2009 г.         |
| 8     | Handle With Care    | 8 юли 2008 г.         | 1 октомври 2009 г.         |